# Letlive

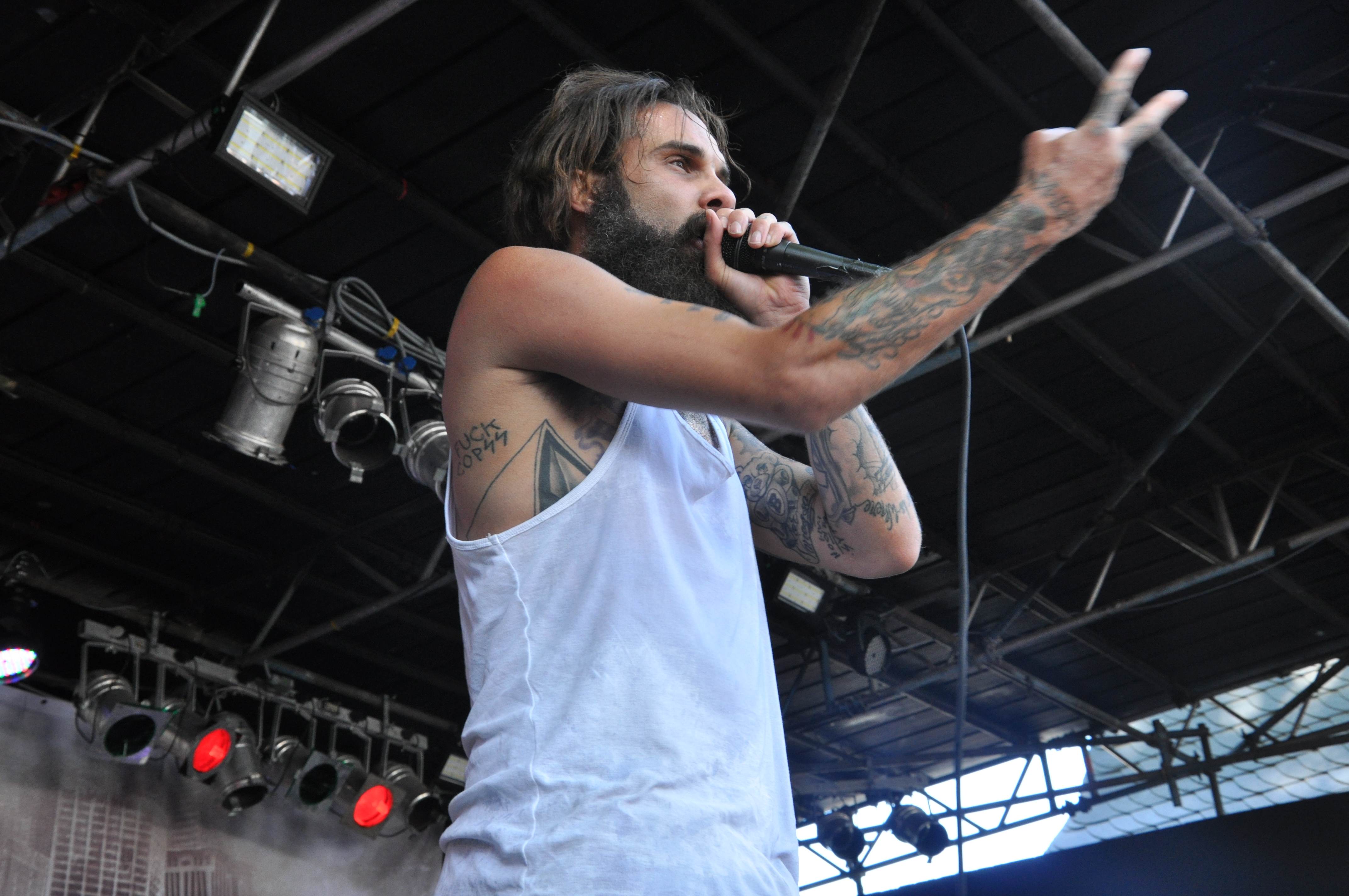
Jason Butler auf dem Summerblast Festival 2014.

Letlive (Eigenschreibweise: LetLive) war eine 2002 gegründete Post-Hardcore-Band aus Los Angeles, Kalifornien, Vereinigte Staaten.
Die Gruppe hat in ihrer Karriere eine EP und vier Studioalben auf dem Markt gebracht. The Blackest Beautiful, das 2013 erschien, war das erste Album der Gruppe, das sowohl in den heimischen Charts als im Vereinigten Königreich einen Charteinstieg erlangen konnte. Das vierte Album If I'm the Devil... erschien 2016 und stieg erstmals in den deutschen Albumcharts ein.
Die Gruppe tourte mehrfach durch Nordamerika, Europa und Australien. Dabei spielte Letlive auch Festivals, wie dem Soundwave, Southside, Area4, dem Hurricane Festival, dem Sunset Strip Music Festival und der Warped Tour. Auch tourte die Gruppe bereits mit Bands wie We Are Defiance, Pierce the Veil, Underoath, Every Time I Die, Your Demise, Enter Shikari und Deftones.

## Geschichte
Letlive gründeten sich 2002 in Los Angeles. Heute besteht die Gruppe nach mehreren Besetzungswechseln aus Jason Aalon Alexander Butler (Gesang), Ryan Jay Johnson (E-Bass, Backgroundgesang), Jean Francisco Nascimento (E-Gitarre), Jess Sahyoun (E-Gitarre, Backgroundgesang) und Loniel Robinson (Schlagzeug).
2003 erschien die bis dato einzige EP der Gruppe, die Exhaustion, Salt Water, and Everything in Between heißt, über At One. Das Debütalbum Speak Like You Talk erschien 2005, ebenfalls über At One. 2009 wechselte die Gruppe zu Tragic Hero Records, worüber später das zweite Album der Band, Fake History, erscheinen sollte. Dieses erschien im April 2010. Bereits im Jahr 2011 erfolgte ein weiterer Wechsel der Plattenfirma. Durch Oliver Sykes von Bring Me the Horizon wurde die Gruppe von Epitaph Records unter Vertrag genommen, nachdem dieser den Besitzer des Labels, Brett Gurewitz, auf diese aufmerksam machte. Über Epitaph Records wurde Fake History neu aufgelegt. Dieses erhielt von der Fachpresse überwiegend positive Resonanz, darunter von Alternative Press, Allmusic, der BBC und dem Rock Sound. Letzter genanntes nahm das Album in die Liste 101 Moderne Klassiker auf.
Beginnend im Juni 2011 tourte die Band exzessiv über mehrere Kontinente. Die Gruppe spielte als Vorband für Enter Shikari und Your Demise eine Europatournee und waren sowohl auf dem Download-Festival als auch auf dem Leeds Festival zu sehen. 2012 spielte die Gruppe erstmals auf dem Soundwave Festival in Australien. Zudem wurde die Gruppe bei den Kerrang! Awards 2012 in der Kategorie Beste internationale Band nominiert, welcher jedoch an My Chemical Romance verliehen wurde.
Im Februar 2013 gab die Gruppe bekannt, dass für den Sommer die Veröffentlichung eines neuen Albums geplant sei. The Blackest Beautiful erschien am 9. Juli 2013 über Epitaph Records. Das britische Magazin Rock Sound nahm das Album in ihre Liste 50 Beste Alben 2013 auf, wo es auf dem ersten Platz landete. Außerdem schaffte das Album den Sprung auf Platz 62 in den britischen Albumcharts. Zwischen dem 15. Juni und dem 4. August 2013 spielte die Gruppe auf der Hauptbühne der Warped Tour. Am 10. Februar 2015 gab Gitarrist Jean Francisco Nascimento aus unbekannten Gründen den Ausstieg aus der Band bekannt. Etwas später wurde bekannt, dass Kenji Chan, welcher vorher als Touring-Gitarrist für Bruno Mars aktiv war, als neuen Session-Musiker angekündigt. Zwischen dem 18. Februar und 4. April 2015 tourte die Band im Vorprogramm von Taking Back Sunday und den Menzigers. Erwähnenswert ist das Konzert am 3. April 2015 im House of Blues in Lake Buena Vista im Bundesstaat Florida bei der die Gruppe aus zunächst unbekannten Gründen ausgeladen wurde. Etwa ein dreiviertel Jahr später wurde bekannt, dass letlive. von der Walt Disney Company, dem Betreiber des House of Blues in Lake Buena Vista, mit einem Auftrittsverbot belegt wurden. Damit gesellte sich die Gruppe in eine Liste mit Bands wie Skeletonwitch, Exodus und Thy Art Is Murder, welche ebenfalls von Disney mit einem Auftrittsverbot belegt worden waren.

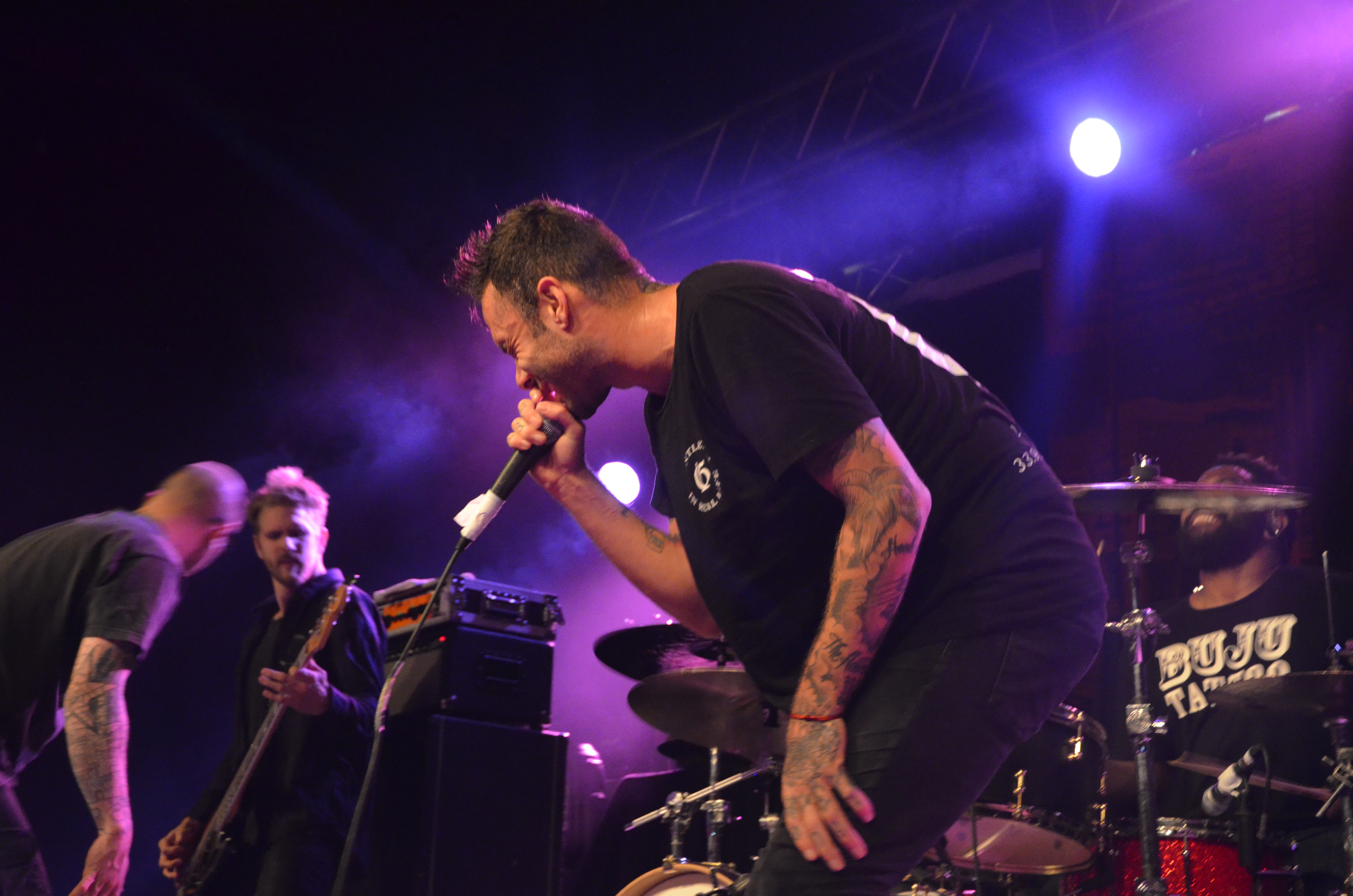
letlive. spielen in der Live Music Hall in Köln, 2016.

Bereits in der Vergangenheit hatte die Band Ärger mit Konzertbetreiber; So wurde das Set der Gruppe bei einem Auftritt, welcher im Rahmen einer gemeinsamen Konzertreise mit Bring Me the Horizon und Of Mice & Men in Atlanta, Georgia stattfand, abgebrochen, nachdem Sänger Jason Butler während des Auftrittes seiner Band einen Balkon hochkletterte. Im September des Jahres 2015 gab die Band die Vollendung der Albumarbeiten bekannt und kündigte das Album für 2016 an. Im November wurde der Titel des Albums angekündigt. Es heißt If I'm the Devil… und erscheint am 10. Juni 2016. Im November und Dezember 2016 tourt die Gruppe im Vorprogramm von Pierce the Veil durch mehrere Staaten Europas.
Am 28. April 2017 gaben die Musiker ihre Trennung und somit die Auflösung von letlive. bekannt. Jason Butler gründete im Juli gleichen Jahres gemeinsam mit Stephen Harrison, ehemalig bei The Chariot aktiv, und Aric Improta, dem Night-Verses-Schlagzeuger, die Supergroup The Fever 333.

## Diskografie

### Alben
- 2005: Speak Like You Talk (At One Records)
- 2010: Fake History (Tragic Hero, 2011 über Epitaph Records neu aufgelegt)
- 2013: The Blackest Beautiful (Epitaph Records)
- 2016: If I’m the Devil… (Epitaph Records)

### EPs
- 2003: Exhaustion, Salt Water, and Everything in Between (At One Records)